# Sundasciurus philippinensis
Sundasciurus philippinensis là một loài động vật có vú trong họ Sóc, bộ Gặm nhấm. Loài này được Waterhouse mô tả năm 1839.